# Рудник Навайлеву
Рудник Навайлеву (Nawailevu) — колишній гірничодобувний майданчики у Меланезії, в державі Фіджі.
Розробка бокситового родовища Навайлеву, що на північному узбережжі острова Вануа-Леву, почалась у 2012 році і станом на 2015-й звідси вилучено близько 1 (за іншими даними — 1,2) млн тонн товарного бокситового концентрату.
Розробка велась відкритим способом, при цьому в підсумку створили два кар'єри. Головним з них був південний, запаси якого й були випрацьовані, тоді як після початку розробки північного остаточно встановили, що руда з нього не дозволяє випускати концентрат прийнятної якості. Як наслідок, станом на кінець 2016-го повідомлялось, що на майданчику Навайлеву вже відсутнє обладнання для збагачення та залишилось тільки кілька тисяч тонн руди, що очікує на відправку для переробки на розташований далі на схід рудник Найбулу.
Після проходження через збагачувальну фабрику концентрат відправляли автотранспортом до спеціально спорудженого під проєкт причалу Лекуту, де завантажували на баржі, що своєю чергою передавали в морі свій вантаж на балкер. Всього за період експлуатації рудника, який офіційно припинив свою діяльність у 2018 році, відправлено до Китаю 22 суднові партії продукції.
У 2023 році повідомлялось, що провадиться рекультивація південного кар'єру з висадкою численних дерев.
Проєкт реалізувала китайська компанія Xinfa Aurum Exploration, що також опікувалась зазначеним вище рудником Найбулу.